# 吉良知彦
 吉良 知彦（きら ともひこ、1959年12月6日 - 2016年7月3日）は、日本の作曲家、編曲家、ギタリスト、歌手。山梨県出身（愛知県名古屋市育ち）。中央大学卒業。1986年にデビューしたZABADAKをメインに音楽活動をしていた。日本作編曲家協会会員。

## 略歴・人物
山梨県北巨摩郡長坂町（現在の北杜市長坂町）にて一人っ子として誕生し、4歳で愛知県名古屋市に移住。父親の所有するクラシックや民族音楽のコレクションを聴いて育ち、中学生の頃からギターを始める。高校時代から名古屋でバンド活動を行い、ビートルズや、イエス、エマーソン・レイク・アンド・パーマー、マイク・オールドフィールドなどのプログレッシブ・ロックの影響を受ける。
中央大学在学中よりハコバン（ライブハウスなどの専属で生演奏をするバンド）でのギター演奏の仕事をするかたわら、音楽学校アン・ミュージック・スクールと音楽学校メーザー・ハウスでギターと音楽理論などを学ぶ。
1985年に上野洋子、松田克志と共にZABADAKを結成、翌1986年にデビュー。他のメンバーの脱退を経て1993年に吉良のソロユニットとなる。2011年3月、妻・音楽家・作詞家の小峰公子が正式メンバーとして加入し2人組ユニットとなった。ZABADAKの活動とともに、吉良知彦名義で職業音楽家として映画（池田敏春監督作品中心）、CM、TV番組などでの作曲、ギタリストとして様々なレコーディングやライブステージに参加した。
演奏家としてはエレクトリック・ギター、アコースティック・ギターが中心であるが、 ピアノ、キーボード、リコーダー、打楽器、ベースをはじめとした撥弦楽器全般を演奏する。特にマンドリン、ブズーキ、三線といった民族楽器を曲調に合わせて使用する事も多かった。
趣味は昆虫採集やアウトドア。チョウや甲虫類などのコレクションがある。
2016年7月3日、死去。56歳没。同年3月のZABADAK結成30周年記念コンサートの際に体調を崩して療養していたが復帰後にはツアーを行い、秋口に公演予定のコンサートチケットが開催地によっては完売するなどの準備を進めていた矢先の死であった。オフィシャルアカウント・オフィシャルサイトでは3日後の7月6日に発表され、音楽ニュースサイトナタリーなどでも報じられた。同サイトでは報道直後の週（7月7日 - 7月13日）の1週間における記事のうち、このニュースがアクセスランキング1位となった。
2017年8月、吉良が生前に作曲した未発表曲の一つが「環-cycle-」のタイトルでリリースされることが発表された。

## ユニット活動
- キドキラ - 鬼怒無月（Gt）×吉良知彦（Gt, Vo）
- キドキラ+コーコ - 鬼怒無月×吉良知彦＋小峰公子（Vo）
- キドキラplus - 鬼怒無月×吉良知彦＋小峰公子＋楠均（Ds, Vo）＋吉田誠（Ba）
- キドキラカタン - 鬼怒無月×吉良知彦×日比谷カタン（Gt, Vo）
- キドキラカタンレイリナンバ - 鬼怒無月×吉良知彦×日比谷カタン×玲里（Vo, Pf, AG）×難波弘之（Key）
- マサキラ - 佐藤正治（Per）×吉良知彦
- ユカキラリタ - 藤野由佳（Acc）×吉良知彦×Rita（Vo）
- キラウフル - 吉良知彦×u-full（Vo,Acc）

## 作品
作曲家としてのクレジットはZABADAKと重なる場合も多いが、ここでは吉良個人名義の作曲の仕事を中心に挙げる。

### ソロ名義
『AFTER THE MATTER』 1984年 レコード、再発CD化 2001年3月29日 HARV-0002 penelope
吉良がデビュー前に自主制作したアルバム。「ポーランド」「オハイオ殺人事件」の初期バージョンを含む。ZABADAKメンバーの上野、松田のほか、収録曲「夜」のヴォーカルに高橋久美子（後のクミコ）が参加している。このアルバムで第3回PARCOオルガン坂大賞に応募し、ZABADAKデビューのきっかけとなった。2001年に所属事務所penelopeがCD化して再発。
『賢治の幻燈』 1995年9月21日 NTT出版/ポリスター PSCN-5032
宮沢賢治の童話を題材としたコンセプチュアル･アルバム。この作品とリリースにより、後の演劇集団キャラメルボックスとの繋がりが生まれた。一般的にはソロ名義での作品とされるが、ZABADAKの公式サイトではオリジナルアルバムの一つとして明記されている。なお、ジャケットには吉良プロデュースとあるが、帯には「Music: ZABADAK」と明記されている。
『ケンジ先生』 1998年8月27日 ネビュラプロジェクト CBST-00003
演劇集団キャラメルボックス公演「ケンジ先生」、オリジナルサウンドトラック
『怪傑三太丸』 1999年9月2日 ネビュラプロジェクト CBST-00005
演劇集団キャラメルボックス公演「怪傑三太丸」、オリジナルサウンドトラック
『La Compagnie“A-n”「祈りのあとに」オリジナルサウンドトラック』AN-0001
演劇ユニット「ラ・カンパニー アン」が1999年から2005年にかけて行った公演のサントラ。
『THE BLEEP BROTHERS』2002年3月2日 HARV-0004 GARGOYLE
映画『ピーピー兄弟』サウンドトラック

### コンピレーション
『オリジナルサウンドブック「我が名は虹」』
演劇集団キャラメルボックス、サウンドブック。「黒い嵐(Instrumental)」「嵐の香(Instrumental)」収録。
『携帯電話チェックタイムのテーマ』CBST-00012
演劇集団キャラメルボックス、サントラ。「風を継ぐ者 バージョンA」「風を継ぐ者 バージョンB」を収録。
『携帯電話チェックタイムのテーマ7』2006/02/15 CBST-00038
演劇集団キャラメルボックス、サントラ。「Keitai Night（歌:Real Blend）」を収録。

### TV番組
- いないいないばあっ!「あんよあんよマーチ」「ばぁ!っておきがえ」
- おかあさんといっしょ 「にじ・そら・ほし・せかい」
- おこめ オープニングテーマ（2001年 – 2009年）
- わたしのきもち「キモッチ絵かき歌」

### アニメ・ゲーム音楽
- 『無限のリヴァイアス』キャラクターソングコレクション（2000年）「Sacred Sacrifice」 -  相葉祐希（声：保志総一朗）
- 『仙界伝 封神演義』（2000年）「終わりのない旅」 - 歌宴II 楊戩
- 『十二国記』（2002年）「月迷風影」 - エンディングテーマ
- 『狼と香辛料』（2008年）「旅の途中」 - オープニングテーマ
- 『THE IDOLM@STER SP』（2009年）「遠い音楽」 - THE IDOLM@STER MASTER SPECIAL 03 如月千早・我那覇響 カバー
- 『魔法使いの嫁』（2017年）「環-cycle-」 - エンディングテーマ

### 映画音楽
- 死霊の罠（1988年）
- バカヤロー! 私、怒ってます 第三話（1988年）
- ハッピーエンドの物語（1991年）
- くれないものがたり（1992年）
- ちぎれた愛の殺人（1993年）
- XX(ダブルエックス) 美しき獣（1995年） - オリジナルビデオ
- 生霊（いきすだま）（2001年）
- ピーピー兄弟（2002年）